# Ebner Industrieofenbau
Ebner Industrieofenbau ist ein österreichischer Hersteller von Wärmebehandlungsanlagen für Halbzeuge der Stahl-, Aluminium-, Buntmetall-, Automobil- und Photovoltaik-Industrie. Das inhabergeführte Familienunternehmen bietet Komplettlösungen vom Glühaggregat über das Materialhandling bis zur integrierten Prozessautomation an.
Im Stammwerk Leonding werden jährlich 2.500 Tonnen Stahl und hochwarmfeste Sondermaterialien zu Industrieofenanlagen unterschiedlicher Größe für verschiedene Einsatzgebiete verarbeitet.

## Geschichte
1948 als „Elektrowärmebau Ing. Josef Ebner“ von Josef Ebner gegründet, wurden zunächst Konstruktionspläne für elektrisch beheizte Öfen erstellt. In den Folgejahren wurde vom daraus hervorgegangenen Unternehmen Ebner Industrieofenbau verschiedene technischen Neuerungen vorgestellt (z. B. 1958 weltweit erste Rollenherdofenanlage mit Vakuumschleuse, erste Glühlinie für rostfreies Stahlband, 1971 erste Stahlbandvergütelinie mit Metallbad-Kühltechnik).
1972 stellte das Unternehmen die HICON/H2 Technologie vor, die große Vielfalt von Lösungen zur Wärmebehandlung zulässt.
1987 nahm das Tochterunternehmen Ebner Furnaces, Inc. in Ohio/USA seinen Betrieb auf, 10 Jahre später eröffnete Ebner Industrieofenbau ein Repräsentanzbüro in China und einen Servicestützpunkt in Taiwan. 2004 wurde ein Tochterunternehmen in China gegründet, 2009 in Indien.

## Standorte
Firmensitz des Unternehmens ist Leonding. Die Standorte der Tochterunternehmen sind:
- Ebner Furnaces Inc., Wadsworth, Ohio, USA (gegründet 1987)
- Ebner Industrial Furnaces (Taicang) Co., Ltd., Taicang, China (gegründet 2004)
- Ebner India Pvt. Ltd., Mumbai, Indien (gegründet: 2009)

## Produkte
Ebner Industrieofenbau bietet Wärmebehandlungsanlagen für Halbzeuge der Stahl-, Aluminium-, Buntmetall-, Automobil- und Photovoltaik-Industrie an, u. a.
- Wärmebehandlungsanlagen für die Stahlindustrie:
  - Haubenöfen zum Normalisieren und Rekristallisieren für Band- und Drahtbunde verschiedener Materialgüte
  - Rollenherdöfen für Rohre und Stangen
  - Vertikal- und Horizontal-Glühanlagen für Bandbearbeitung
- Wärmebehandlungsanlagen für die Aluminiumindustrie:
  - Kammeröfen
  - Stoßöfen
  - Tieföfen
  - Rollenherdöfen mit Härteeinrichtungen
  - Bandschwebeöfen
- Wärmebehandlungsanlagen für die Buntmetallindustrie:
  - Haubenöfen und Vertikalglühlinien für Band und Bandbunde sowie Draht aus Cu und Cu-Legierungen und Bronzen
  - Blankglühanlagen für Rohre und Stangen
- Schutzgasanlagen
- Automatisierung

## Mitgliedschaften
Ebner Industrieofenbau ist Mitglied in folgenden Interessensverbänden:
- European Committee of Industrial Furnace and Heating Equipment Associations (CECOF)[3]
- Verband österreichischer Kabel- und Draht-Maschinen Hersteller (VÖDKM)[4]
- Deutsche Gesellschaft für Materialkunde e. V. (DGM)
- The Austrian Society for Metallurgy and Materials (ASMET)